# 고전영화극장
《고전영화극장》은 2013년 8월 30일부터 2017년 2월 24일까지 방송되었던 한국교육방송공사의 시네마 전문 텔레비전 프로그램이다.

## 기획 의도
세계의 고전영화를 소개하는 시네마 전문 텔레비전 프로그램이다.

## 방송 시간
| 방송 채널 | 방송 기간                           | 방송 시간                    | 방송 분량 |
| --------- | ----------------------------------- | ---------------------------- | --------- |
| EBS 1TV   | 2013년 8월 30일 ~ 2014년 2월 21일   | 매주 금요일 밤 11:40 ~ 1:40  | 2시간     |
| EBS 1TV   | 2016년 5월 20일 ~ 2016년 6월 3일    | 매주 금요일 밤 11:40 ~ 1:40  | 2시간     |
| EBS 1TV   | 2016년 9월 30일 ~ 2016년 12월 9일   | 매주 금요일 밤 11:40 ~ 1:40  | 2시간     |
| EBS 1TV   | 2014년 2월 28일 ~ 2015년 12월 11일  | 매주 금요일 밤 10:45 ~ 12:45 | 2시간     |
| EBS 1TV   | 2016년 1월 8일 ~ 2016년 2월 26일    | 매주 금요일 밤 10:45 ~ 12:45 | 2시간     |
| EBS 1TV   | 2015년 12월 18일 ~ 2015년 12월 25일 | 매주 금요일 밤 10:50 ~ 12:50 | 2시간     |
| EBS 1TV   | 2016년 3월 4일 ~ 2016년 5월 13일    | 매주 금요일 밤 11:35 ~ 1:35  | 2시간     |
| EBS 1TV   | 2016년 6월 10일 ~ 2016년 9월 23일   | 매주 금요일 밤 11:35 ~ 1:35  | 2시간     |
| EBS 1TV   | 2016년 12월 16일 ~ 2017년 2월 24일  | 매주 금요일 밤 11:35 ~ 1:35  | 2시간     |